# Miriam Gebhardt
Miriam Gebhardt (Freiburg, Alemania, 28 de enero de 1962) es una periodista, historiadora y escritora alemana.

## Vida
Gebhardt se formó como periodista y desde 1982 ha trabajado como editor.
De 1988 a 1993 estudió Historia Social y Económica, Historia Regional y Literatura Germana Moderna en la Universidad de Múnich. En 1988 obtuvo un doctorado en Historia Moderna por la Universidad de Münster con una tesis sobre memorias familiares.
Desde 2003 Gebhardt ocupó un puesto académico en Collaborative Research Center 485 (Norma y Símbolo) en la Universidad de Constanza, donde obtuvo su habilitación en Historia Moderna y Contemporánea en julio de 2008. Actualmente da clases en la a Universidad de Constanza como profesora adjunta y escribe libros de no ficción. Gebhardt también trabaja como periodista y publicista y ha escrito para  Die Zeit .
En un libro publicado en 2015,  Als die Sodaten kamen  (Cuando vinieron los soldados), llamó la atención sobre las violaciones cometidas por soldados aliados, incluidos los aliados occidentales, tras las secuelas de la Segunda Guerra Mundial. El trabajo atrajo la atención de los medios en Alemania y en el extranjero.

## Publicaciones

##### Como autora
- Das Familiengedächtnis. Erinnerung im deutsch-jüdischen Bürgertum 1890 bis 1932 [La memoria familiar. Recuerdos en la burguesía judeo-alemana de 1890 a 1932] (en alemán). Stuttgart: Steiner. 1999. ISBN 3-515-07560-7.
- Sünde, Seele, Sexo. Das Jahrhundert der Psychologie [Sin, Soul, Sexo. El siglo de la psicología] (en alemán). Stuttgart: DVA. 2002. ISBN 3-421-05641-2.
- Morir de angustia por la muerte de Tyrannen. Eine Geschichte der Erziehung im 20. Jahrhundert [El Miedo del Niño Tirano. Una historia de la educación en el siglo XX] (en alemán). München: DVA. 2009. ISBN 978-3-421-04413-6.
- Rudolf Steiner. Ein moderner Profeta [Rudolf Steiner: Un profeta moderno] (en alemán). München: DVA. 2011. ISBN 978-3-421-04473-0.
- Alice im Niemandsland: Wie die deutsche Frauenbewegung die Frauen verlor [Alicia en tierra de nadie: cómo el movimiento de mujeres alemanas perdió a las mujeres] (en alemán). München: DVA. 2012. ISBN 978-3-421-04411-2.
- Als die Soldaten kamen. Die Vergewaltigung deutscher Frauen am Ende des Zweiten Weltkriegs [Cuando llegaron los soldados: La violación de las mujeres alemanas al final de la Segunda Guerra Mundial] (en alemán). München: DVA. 2015. ISBN 978-3-421-04633-8.

##### Como editora
- Con Katja Patzel-Mattern y Stefan Zahlmann: El potencial integrador de Das Elitenkulturen: Festschrift für Clemens Wischermann  [ El potencial integrador de las culturas de élite: Festschrift para Clemens Wischermann ]. Steiner, Stuttgart 2013, ISBN  978-3-515-10070-0.